# Темур Чогадзе
Темур Чогадзе (груз. თემურ ჩოგაძე; нар. 5 травня 1998, Батумі, Грузія) — грузинський футболіст, правий вінгер клубу «Кауно Жальгіріс».

## Клубна кар'єра
Вихованець футбольної академії «Сабуртало» (Тбілісі), у футболці якого 2015 року розпочав дорослу футбольну кар'єру. 10 липня 2017 року перейшов до «Динамо» (Батумі). 31 січня 2018 року підсилив склад СК «Руставі». 5 липня 2019 року відправився в оренду до завершення календарного року в «Торпедо» (Кутаїсі). 16 січня 2020 року підписав контракт з «Олімпіком». Дебютував у футболці донецького клубу 23 лютого 2020 року в програному (0:1) домашньому матчі 19-о туру УПЛ проти «Львова». Темур вийшов на поле в стартовому складі, а на 71-й хвилині його замінив Максім Тейшейра.
У 2021 році повернувся на батьківщину, де захищав кольори команд «Телаві» та «Гагра».
У 2022 році Темур перейшов до казахстанського клубу «Шахтар» (Караганда) згодом до клубу «Насаф», а в середині 2024 року повернуя да Казахстану, де виступав за місцевий клуб «Жетису».
13 січня 2025 року Чогадзе уклав угоду з литовським клубом «Кауно Жальгіріс».

## Кар'єра в збірній
Виступав у юнацькій збірній Грузії (U-19). У березні 2019 року дебютував у складі молодіжної збірної Грузії.

## Титули і досягнення
- Володар Суперкубка Узбекистану (1):

«Насаф»: 2024